# 白鴿巢前地
白鴿巢前地（葡萄牙語：Praça de Luís de Camões）是澳門聖安多尼堂區的廣場，位於澳門半島西北面，舊城區的北端。2005年開始，隨澳門歷史城區之一部份而被列入世界文化遺產名錄內，為入選的8個古老廣場之一。

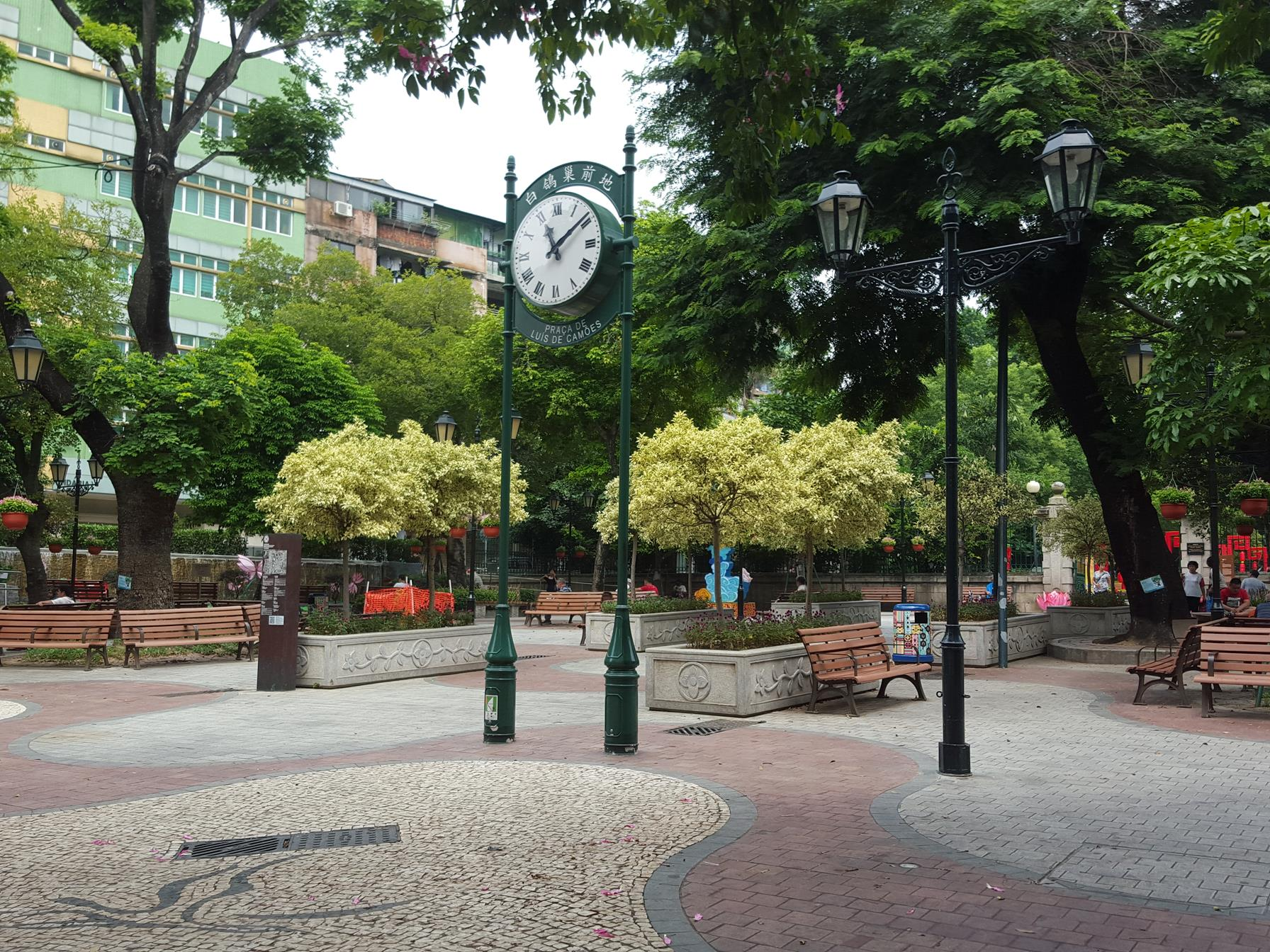
2016年的白鴿巢前地

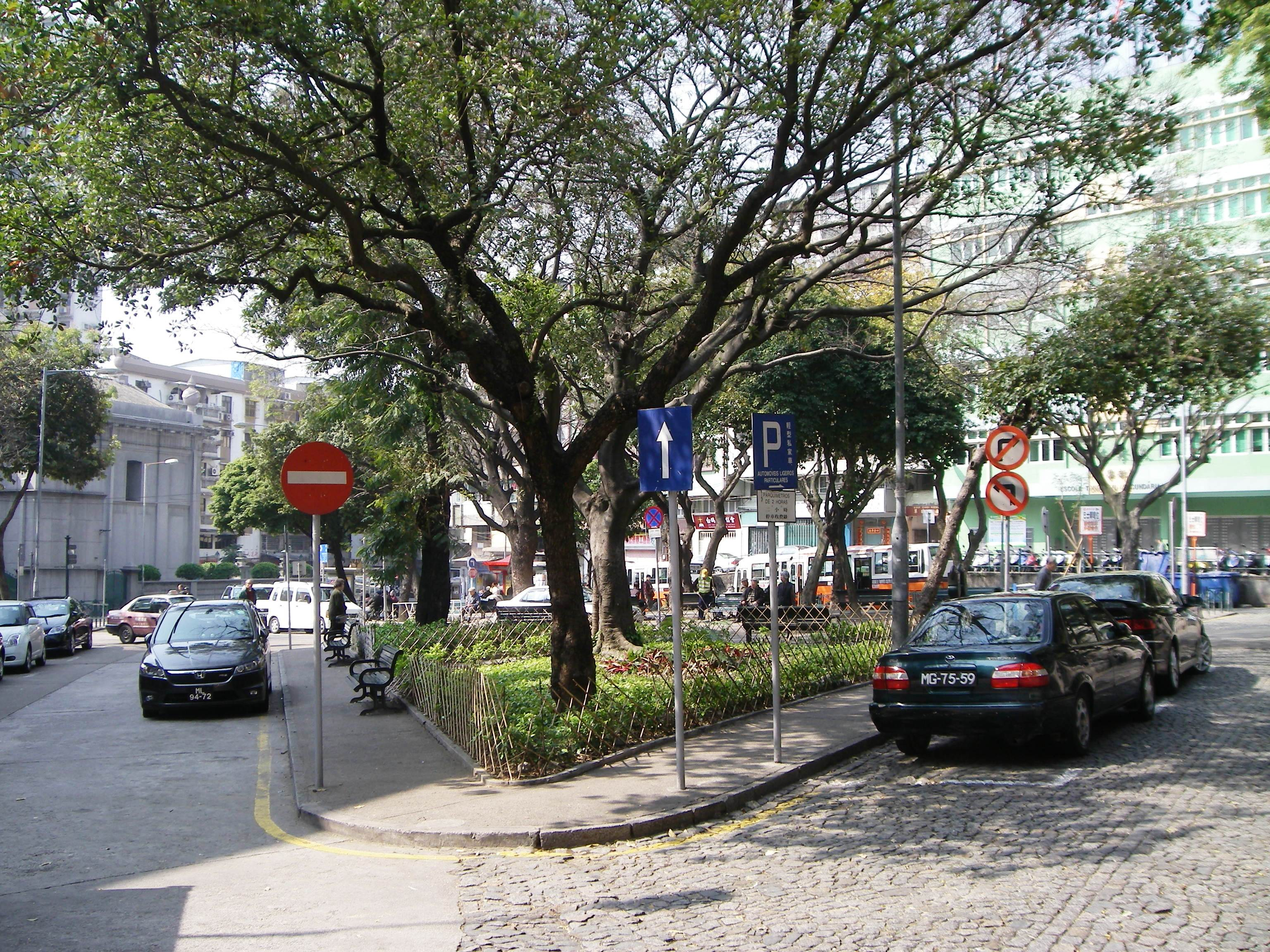
重整前的白鴿巢前地，左為聖安多尼教堂

此處的葡文名字意為賈梅士前地，源自於白鴿巢公園內的賈梅士洞，以表揚葡萄牙詩人賈梅士的愛國之情及其成就。
而其中文名字源自十八世纪曾在此居住的葡萄牙富商馬葵士有關，因馬葵士所養白鴿棲於簷宇，遠觀像白鴿巢一樣，故而得名。白鴿巢前地周邊為葡萄牙人在澳門最早的居住區。在白鴿巢前地旁邊，一同成為文化遺產的建築有聖安多尼教堂、基督教墳場和東方基金會會址，其他古老名勝還有白鴿巢公園。
氹仔北帝廟前廣場的葡萄牙語名是，中文名為「嘉妹前地」。

## 公共交通

### 巴士
M124 白鴿巢總站（Jardim Camões／Terminal）
路線：17
M201 白鴿巢前地（Praça Luís Camões）
路線：8A、18、18A、18B、19、26